# Tyskie Browary Książęce
Tyskie Browary Książęce – przedsiębiorstwo produkcyjne w branży piwowarskiej znajdujące się w Tychach. Jest obecnie częścią koncernu Kompania Piwowarska SA. Produkuje piwo marki Tyskie, Lech (na południową Polskę), Dębowe Mocne, Żubr oraz piwo Książęce. Do roku 2011 browar warzył również piwo Pilsner Urquell.
Obecnie produkcją piwa zajmuje się Browar Książęcy (stara część), a obsługą logistyki zajmuje się nowa część. Obie części Browaru Książęcego należą do tej firmy. W starej części browaru pozostała rozlewnia do kegów, natomiast puszki oraz butelki napełniane są w nowej części.
Przez browar przebiega dawna ulica Mikołowska (obecnie znajduje się ona na terenie browaru). Na początku XX wieku, każdy przejeżdżający przez browar był częstowany piwem. Po wybudowaniu nowej części, browar znów jest rozdzielony ulicą, jednak tradycja częstowania piwem nie jest kultywowana.
Dawniej piwo warzono również w Browarze Obywatelskim, położonym w okolicach dworca kolejowego, ale wiele lat temu zaprzestano produkcji w tym miejscu. Na terenie Browaru Książęcego znajdowała się gorzelnia (trunki z niej towarzyszyły otwarciu wieży Eiffela). Dawniej browary zajmowały się także produkcją beczek dębowych, na terenie browaru były mieszkania pracownicze. Obecnie produkcja skoncentrowana jest wyłącznie na piwie.
Piwo produkowane jest za pomocą fermentacji dolnej. Woda do produkcji piwa czerpana jest ze źródła „Gronie” (od którego pochodzi nazwa piwa Tyskie Gronie) znajdującego się na zboczu Górki Mikołowskiej.
Tyskie Browary Książęce są udostępnione dla zwiedzających. Należy wcześniej umówić się na wycieczkę kończącą się degustacją. Wycieczka obejmuje zwiedzanie muzeum i/lub zwiedzanie browaru. W browarze znajduje się najstarsza warzelnia czynna do dzisiaj. Jej wystrój zachował się w stanie praktycznie nie zmienionym od 1905 roku.